# Pleasant Hill, Iowa
Pleasant Hill är en stad (city) i Polk County, i delstaten Iowa, USA. Enligt United States Census Bureau har staden en folkmängd på 8 925 invånare (2011) och en landarea på 23,7 km².